# 社会主義市場経済
社会主義市場経済（しゃかいしゅぎしじょうけいざい、簡体字中国語：社会主义市场经济、繁体字中国語：社會主義市場經濟、英語：socialist market economy）とは、中華人民共和国で採用されている経済体制であり、経済発展のモデルである。「社会主義市場経済」という用語は、1992年の中国共産党第14回全国代表大会で江沢民党総書記が中国の経済改革の目標を説明するために導入した。文化大革命後の経済再建にあたり中国をグローバルな市場経済に統合するために1978年に開始された中国の経済改革に由来し、社会主義を発展させるための予備的な、あるいは「第一段階」を表している。一部の論者はこのシステムを「国家資本主義」の一形態と表現しているが、一方でソ連の「新経済政策」と同様のマルクス・レーニン主義に沿った、グローバル化した資本主義システムとの同居に適応したマルクス主義の独自の進化と表現する論者もいる。

## 概要
1989年6月の六四天安門事件などによって党の改革派指導者が失脚し、国際社会からの風当たりも強くなる中で、1992年1月から2月に鄧小平が改革開放路線を押し進める為に武漢・珠海・上海・深圳などの都市を巡り、声明を発表した（南巡講話）。この中で鄧小平は社会主義体制下でも市場経済を導入し、経済発展を進める事が可能であるとした。
1992年10月の第14回党大会にて、鄧小平の提唱した方針は社会主義市場経済として報告された。その後この方針は1993年の憲法改正の際に盛り込まれ、中国の経済政策における基本方針と位置付けられた。
なお、国進民退に代表される社会主義的・資本主義的とも評されている混合経済的な政策は現在に至るまで続いている。

## 類似例
1986年12月のドイモイ後のベトナム社会主義共和国も類似した体制を取っており、ベトナムは社会主義志向の市場経済と呼んでいる。

## 関連用語
- 北京コンセンサス（英語版）
- ネップ
- ドイモイ
- 開発独裁
- 市場社会主義
- 国家社会主義
- 国家資本主義
- 単位 (社会組織)